# Metro de Taichung
La red ferroviaria Taichung MRT (también llamado Taichung Mass Rail Transit o Metro de Taichung) (chino tradicional: 臺中捷運) es una red de metro  que sirve a Taichung, Taiwán. Además de Taichung,  también podría servir a los condados de Changhua y Nantou. La primera línea del Metro de Taichung Metro, la Línea Verde (Green Line), fue oficialmente  inaugurado el 25 de abril del 2021, por lo que es la 5ª red de metro que opera en Taiwán.

## Historia
El diseño de la red comenzó en 1990 con un estudio conducido por la Agencia taiwanesa de Albergue y Desarrollo Urbano. El estudio fue completado en 1998, el cual sugería la creación de tres nuevas líneas (Rojo, Verde, y Azul). El proyecto era formalmente aprobado por el Yuan Ejecutivo del Gobierno Taiwanés el 23 de noviembre de 2004. El gobierno de ciudad firmó un contrato de desarrollo conjunto con el Gobierno de la Ciudad de Taipéi el 12 de diciembre de 2007.
Mientras tanto, el Gobierno de Ciudad de Taichung empezó a su propia planificación de más líneas y decidió que el mucho más barato sistema BRT sería el futuro del transporte masivo en Taichung, puesto que originalmente, el corredor de la Línea Roja propuesta iba a ser parcialmente servido por una red del tipo la TRA Mass Transit Construction. Por lo que la Línea Azul fue escogido como primer paso para implementar el sistema BRT en Taichung.
La construcción de la primera línea, la Línea Verde, había sido pagado y se esperaba comenzar las obras en octubre de 2007. Sin embargo, el inicio de las obras fue retrasada para el 8 de octubre de 2009. Los 16.7 km de la sección de la Línea Verde, que incluye 18 estaciones, esperaba ser completado para 2020.
El 9 de marzo de 2011,la empresa Kawasaki Heavy Industries anunciaron que han conseguido un pedido junto con la francesa Alstom (Francia) y la taiwanesa CTCI Corp para el suministro de 36 unidades de dos coches, con conducción automática, con un coste total 29.5 mil millones yenes taiwaneses. Mientras que Kawasaki se encargaba de la supervisión de la construcción, Alstom se centró en la señalización, y CTCI en la suministración del sistema eléctrico.
El 16 de noviembre de 2020, la Línea Verde comenzó a hacer servicios de pruebas. En el primer día de servicio de prueba consiguió más de 70,000 tránsitos. Sin embargo, los servicios prueba fueron suspendidas el 21 de noviembre de 2020 cuándo un acople de tren se partió por la mitad. El 10 de marzo de 2021,  el alcalde de Taichung  Lu Shiow-yen (盧秀燕) anunció que el 25 de marzo se reanudaba los servicios de prueba, y la ceremonia de apertura será realizada el próximo mes. Así, la Línea Verde oficialmente comenzó a operar el 25 de abril, convirtiéndose en la quinta red de metro que opera en Taiwán.

## Red actual

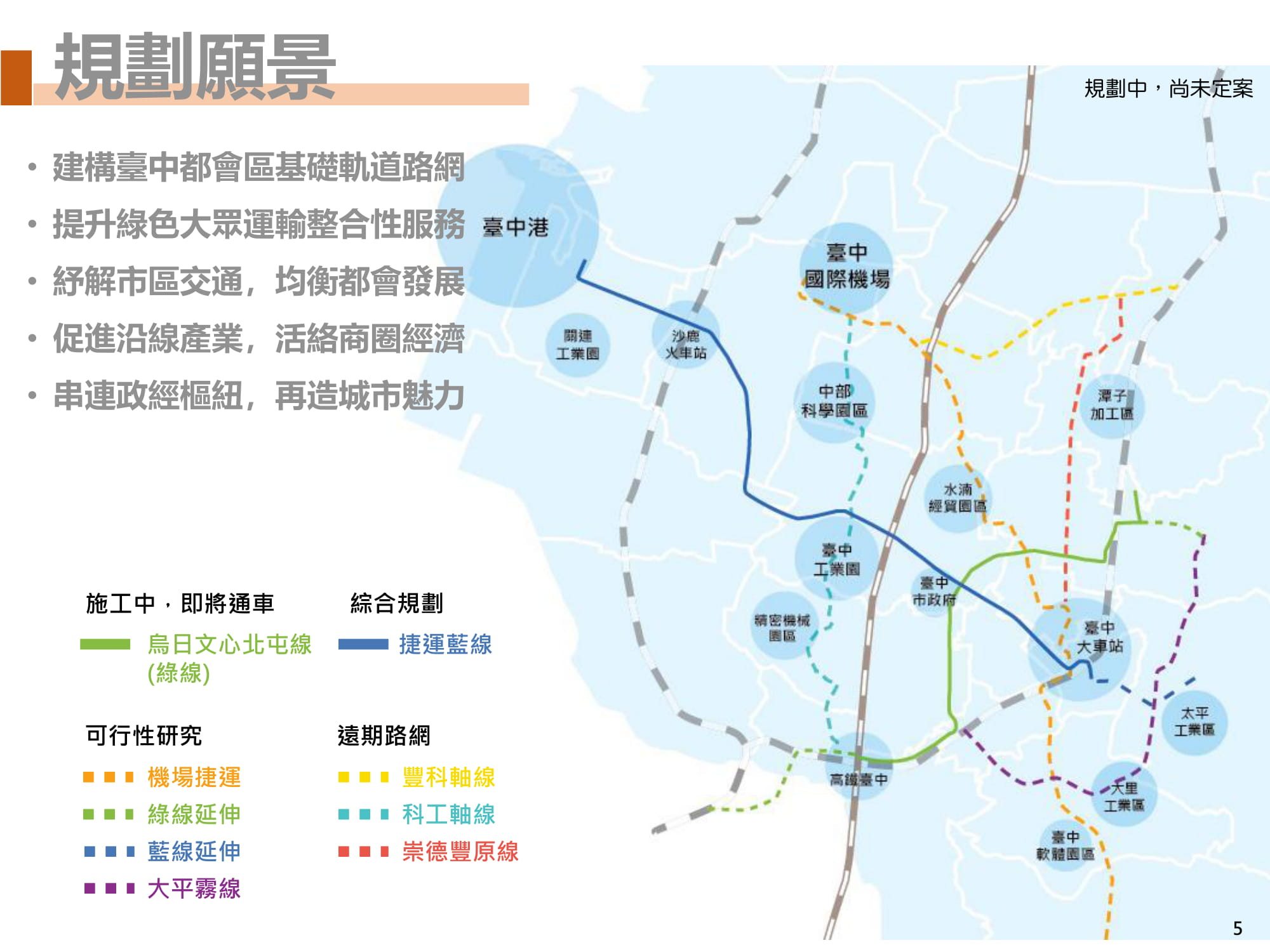
Mapa de red propuesta

Desde el 25 de abril del 2021, la red del metro de Taichung solo dispone de una línea. Las líneas son denominadas en función del color, al igual que otras redes de metro en Taiwán, como el metro de Taipéi o el metro de Kaohsiung.
| Línea | Línea       | Línea                     | Modalidad | Terminal                           | Longitud (km) |
| Color | Color       | Nombre oficial            | Modalidad | Terminal                           | Longitud (km) |
| ----- | ----------- | ------------------------- | --------- | ---------------------------------- | ------------- |
|       | Línea Verde | Línea Wurih-Wunsin-Beitun | Suburbano | Beitun Main - Taichung HSR Station | 16.7          |

### Línea verde
La línea Verde entre Beitun y Wuri es un ferrocarril elevado con trenes sin conductor. La ruta tiene 16.5 km y contiene 18 estaciones. Comienza en Songzhu Road, en el Distrito de Beitun, en Taichung, y sigue por  Beitun Road, Wenxin Road, y Wenxin South Road, hasta la Estación de Alta Velocidad de Taichung, en el Distrito de Wuri.  El coste del proyecto estaba previsto en NT$53 491 000 000, y fue construido por el  Departamento  de Redes de Tránsito Urbano de la Ciudad Taipéi. El coste total previsto para el proyecto fue de NT$51.39 mil millones (incluyendo costes de adquisición de las tierras), repartido entre el gobierno local y central.

## Tarifas
El precio de los billetes para el Metro de Taichung se sitúa, dependiendo de la distancia recorrida, entre NT$20 y NT$50, Aumentando el coste de boleto en NT$5 por cada 2 kilómetros que se recorren.

## Futuras ampliaciones
| Línea            | Línea         | Línea                         | Modalidad                 | Terminus                                | Km               | Km total         | Estado           |
| ---------------- | ------------- | ----------------------------- | ------------------------- | --------------------------------------- | ---------------- | ---------------- | ---------------- |
|                  | Línea Verde   | Changhua Extension            | Suburbano                 | Taichung HSR Station - Changmei Road    | 5.53             | 24.7             | En planificación |
| Dakeng Extension | Línea Verde   | Jiushe - Yuanshan New Village | Suburbano                 | 2.49                                    | En planificación | 24.7             |                  |
|                  | Línea Azul    | Línea Azul                    | Suburbano                 | Taichung Harbor - Taiping               | 29.5             | 29.5             | En planificación |
|                  | Línea Naranja | Línea Naranja                 | BRT                       | Zhongqing - Provincial Advisory Council | 25               | 25               | Cancelado        |
| Suburbano        | Línea Naranja | Línea Naranja                 | Taichung Airport - Wufeng | 29.27                                   | 29.27            | En planificación |                  |
| Tren ligero      | Línea Naranja | Línea Naranja                 | Taichung Airport - Wufeng | 25                                      | 25               | Cancelado        |                  |
|                  | Línea Roja    | Línea Roja                    | Suburbano                 | Shepi - Shin Min High School            | 11.3             | 11.3             | En planificación |
|                  | Línea Púrpura | Línea Púrpura                 | Suburbano                 | Yuanshan New Village - Daqing           |                  |                  | En planificación |

### Línea azul
La línea Azul, empezó sus operaciones en 2014 como línea de BRT, pasando entre la Providence University y la Estación Ferroviaria de Taichung. Corra a lo largo del Bulevar de Taiwán ocupado, en un camino designado hizo específicamente para BRT. Estaciones de autobús estuvieron construidas en el divider entre los caminos rápidos y lentos en la carretera. Sea el primer autobús articulado  sistema en Taiwán. El servicio acabó el 8 de julio de 2015 debido a la política nueva anunciada por el alcalde Lin Chia-Lung el 30 de marzo de 2015. La designada línea de BRT fue cambiado a una línea de autobús normal, dejando a otros autobuses que operan principalmente por el Bulevar de Taiwán  utilizar la línea. Los autobuses articulados que recorrieron originalmente la ruta fueron designados como la ruta de autobús 300. En la actualidad, la infraestructura utilizada en la Línea azul ahora es compartido por varias líneas de autobús, mientras que se está diseñando una línea de metro con el antiguo trazado de la Línea azul de BRT.

### Línea naranja
Se planteó el diseño de una cuarta línea en 2009 para conectar la ciudad de Taichung con su Aeropuerto. Aun así, después de muchas propuestas para construir esta línea como un MRT o un BRT fueran rechazadas por el Ministerio de Transporte y Comunicaciones, el gobierno de ciudad decidió transformarlo en una línea de tren ligero. Sin embargo, durante la fase de diseño, la modalidad de transporte del proyecto se alternaba entre metro ligero (en 2019) y suburbano (en 2021).
A pesar de esto, existe cierta convención sobre el tramo de la línea: el Puente Kenan Aiqin (科湳愛琴橋), que cruza sobre la Autopista Nacional 1 y la Carretera Provincial 74, tiene un espacio en el centro dedicado para esta línea.

### Otras líneas (Roja y Púrpura)
Tanto las líneas Roja y Púrpura se encuentran en fase de estudio.